# ذروة الفسفور

رسم بياني يوضح الإنتاج العالمي من صخور الفوسفات بين سنتي 1900–2016، صادر عن هيئة المسح الجيولوجي الأمريكية.

ذروة الفوسفور هو مفهوم لوصف النقطة الزمنية التي تصل فيها البشرية إلى الحد الأقصى لمعدل الإنتاج العالمي للفوسفور باعتبارها مادة خام صناعية وتجارية. يستخدم المصطلح بطريقة مكافئة لمصطلح ذروة النفط المعروف. أثيرت القضية حول ما إذا كانت «ذروة الفوسفور» وشيكة أم لا في عام 2010 تقريبًا، ولكن تم رفضه إلى حدٍّ كبير بعد أن زادت هيئة المسح الجيولوجي الأمريكية وغيرها من المنظمات التقديرات العالمية لموارد الفسفور المتاحة.
الفوسفور هو مورد محدود ولكنه منتشر على نطاق واسع في قشرة الأرض والكائنات الحية ولكنه نادر نسبياً في الأشكال المركزة. إن الطريقة الوحيدة للإنتاج الفعالة من حيث التكلفة حتى الآن هي بعملية تعدين لصخور الفوسفات، ولكن هناك عدد قليل من الدول فقط لديها احتياطيات كبيرة منه. من الصعب التكهن بالإنتاج العالمي من هذه الخامة نظراً للظروف الإقليمية للدول التي تكثر فيها هذه الخامة.
تعتبر وسائل إنتاج الفوسفور التجاري إلى جانب التعدين قليلة لأن دورة الفوسفور بطيئة، نظراً لعدم شمولها على مرحلة انتقال على شكل غاز. إن المصدر السائد للفوسفور في العصر الحديث هو صخور الفوسفات (على عكس ذرق الطائر (الغوانو) الذي سبقه). وفقًا لبعض الباحثين، فمن المتوقع أن يتم استنفاد احتياطيات الأرض التجارية وبأسعار معقولة من الفوسفور في 50-100 عام المقبلة، ووصولها إلى ذروة الفوسفور في حوالي عام 2030. يقترح آخرون بأن الإمدادات ستستمر لعدة مئات من السنين. كما هو الحال مع تخمين ذروة النفط فإنه لم يتم تسوية السؤال فيما يتعلق بالفوسفور أيضاً، إذ لا توجد تخمينات متسقة، خاصة مع نشر الباحثين في مختلف المجالات بانتظام لتقديرات مختلفة لاحتياطيات الفوسفات الصخري.